# Desmognathus abditus
Desmognathus abditus är en groddjursart som beskrevs av Anderson och Stephen G. Tilley 2003. Desmognathus abditus ingår i släktet Desmognathus och familjen lunglösa salamandrar. IUCN kategoriserar arten globalt som nära hotad. Inga underarter finns listade i Catalogue of Life.